# Юрушев Леонід Леонідович
Леонід Леонідович Юрушев (нар. 1946, Сталіно, Українська РСР) — український підприємець грецького походження, пов'язаний з оточенням Януковича та єнакієвським бандитським угрупуванням 1990-х років. Мільярдер, власник ПАТ «Дніпровагонрембуд», «Коростенський завод МДФ», «InterContinental Kiev», «Fairmont Grand Hotel Kyiv», девелоперської компанії «Ярославів Вал», «Української Холдингової лісопильної Компанії» і компанії «Скандинавія». Співвласник Кременчуцького сталеливарного заводу. Колишній співвласник банку «Форум», бізнес-центру «Леонардо».

## Біографія
Народився 16 лютого 1946 року в Донецьку в родині етнічних греків.
Після закінчення школи навчався в інституті. Проходив службу в збройних силах.
Трудову діяльність розпочав в чотирнадцятирічному віці, працюючи на Донецькій меблевій фабриці.
Після проходження служби в армії, працював на будівництві промислових підприємств в Середній Азії і на Кавказі.
Після прийняття в 1988 році закону «Про кооперацію в СРСР», став засновником цілої низки перших в УРСР кооперативів у сфері виробництва товарів народного споживання.
На початку 1990-х років став одним з перших великих підприємців Донбасу.
З 1996 року є громадянином Греції.
З 1993 по 2005 роки проживав у Відні (Австрія) і займався інвестиційним бізнесом в Європі.
До України Юрушев повернувся в 2005 році і вже незабаром активно зайнявся бізнесом. Він входить до найзаможніших людей країни.

## Сім'я
Одружений, дружина — Юрушева Наталія. Доньки — Анастасія Жолінська та Єлизавета Юрушева беруть участь в управлінні бізнесом батька.

## Корупція
За даними розслідування «Схеми», заробляв на державній транспортній галузі (авіаперельоти та залізниця) завдяки близьким зв'язкам з Арсенієм Яценюком.

## Бізнес
У сферу бізнес-інтересів Юрушева входять комерційна нерухомість, деревообробка, машинобудування, будівництво та виробництво будівельних конструкцій.
Після продажу в 2007 році банку «Форум» німецькому «Commerzbank», Юрушев інвестував виручені кошти в будівництво готелів «InterContinental» і «Fairmont», а також в створення «Коростенського Заводу МДФ» та логістичного центру в селі Мартусівка Бориспільського району Київської області.
З 2006 року, за версіями різних українських бізнес-видань, Юрушев починає фігурувати в рейтингах найбагатших людей України.

## Оцінка статків
Місце в списку найбагатших людей України за версією видання Фокус:
- 2007 — № 13 — $940 млн[4];
- 2008 — № 15 — $1,270 млрд[5];
- 2009 — № 10 — $663 млн[6];
- 2010 — № 10 — $810 млн[7];
- 2011 — № 22 — $979 млн[8];
- 2012 — № 18 — $1,013 млрд[9];
- 2013 — № 17 — $1,027 млрд[10];
- 2014 — № 10 — $1,227 млрд[11];
- 2015 — № 7 — $900 млн[12];
- 2016 — № 12 — $631 млн[13].